# Hôtel Pinet
L'hôtel Pinet, également connu sous l'appellation Hôtel-Dieu de Poiters est un édifice construit à Poitiers. Située dans l'ancienne rue de l'Hospice, rebaptisée rue de l'Hôtel-Dieu. Il est actuellement le siège de la présidence de l'université de Poitiers.

## Historique
Cet hôtel particulier fut bâti par Jean Pinet, receveur général et fils d'un maréchal de La Rochelle, pendu le 16 mai 1670.  Dès 1686, le grand séminaire de Poitiers occupe cet hôtel particulier.
En 1792, l'hôtel sert de prison pour les prêtres réfractaires
Le 29 septembre 1796 l'administration hospitalière saisit le grand séminaire de Poitiers en vertu de la loi de la vente des biens nationaux.
L'Hôtel-Dieu abrite des cours pour les étudiants en médecine, notamment dans sa salle de dissection, et ce jusqu'à l'installation de la faculté de médecine dans la même rue.  Un pôle médical entoure l'hôtel Pinet néanmoins le manque d'espace tend à la délocalisation. Le centre hospitalier de Poitiers émerge alors au cours du XXe siècle.
La présidence de l'université de Poitiers s'installe en 1994. En 2022, dans l'arrière-cour l'université créée un espace de restauration.